# Illana
Illana es un municipio y localidad española de la provincia de Guadalajara, en la comunidad autónoma de Castilla-La Mancha. El término municipal, ubicado en la comarca de la Alcarria, tiene una población de 919 habitantes (INE 2024), repartidos entre el núcleo principal y las urbanizaciones. 

## Ubicación

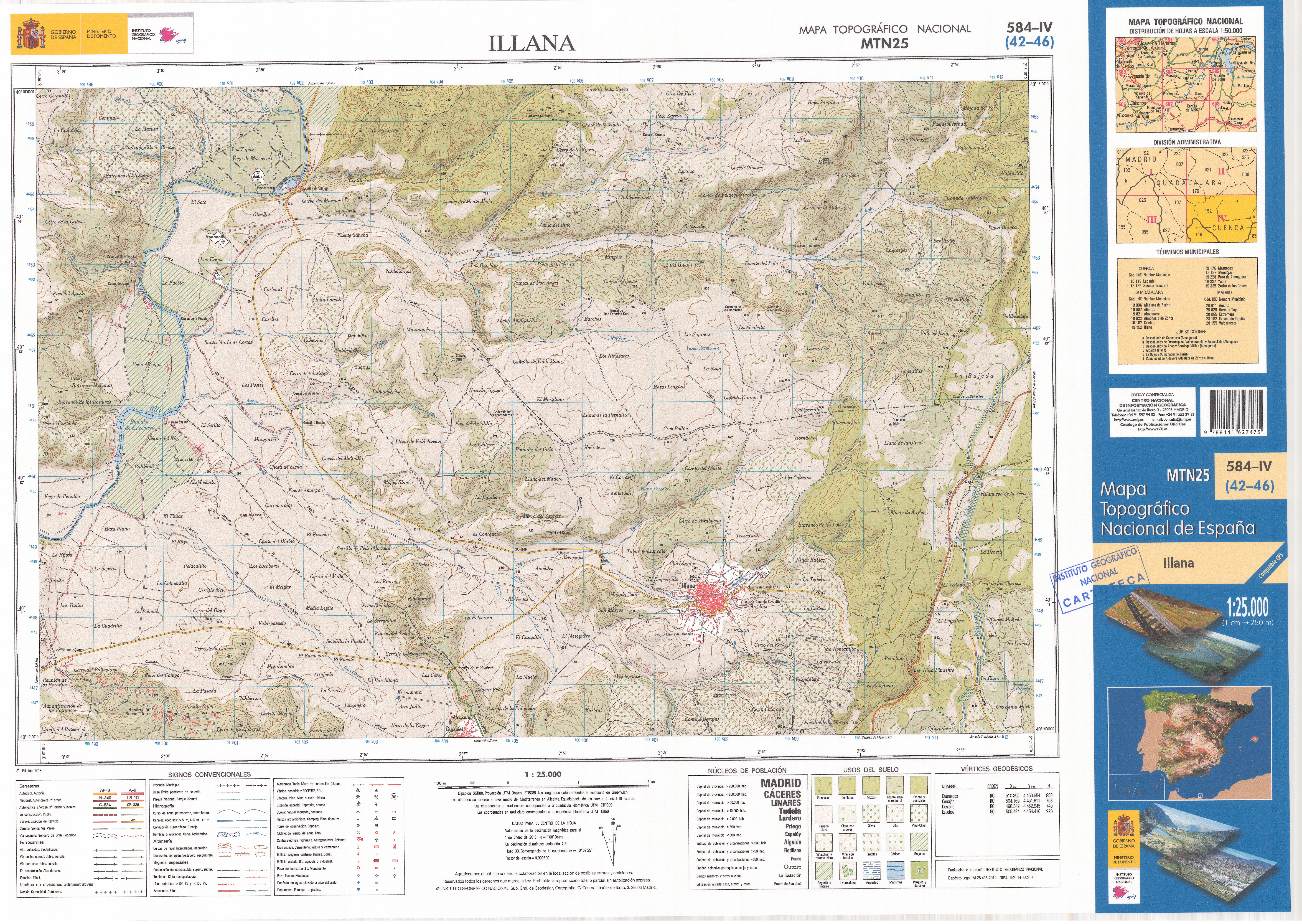
Hoja 584-IV del MTN25 con parte del término municipal

Se ubica equidistante de las capitales de provincia de Guadalajara, Madrid y Cuenca, a unos 90 km. Está situada en un estrecho barranco y dominada por altos cerros, es atravesada por dos pequeños arroyos de caudal constante. El término municipal tiene una extensión de 93,3 km² y se encuentra a 750 m sobre el nivel del mar.

## Heráldica
El escudo municipal está constituido por un olivo, que es árbol predominante en La Alcarria, el báculo arzobispal del arzobispado de Toledo, del cual dependía, y la Cruz de Calatrava.

## Historia
El nombre de Illana procede del latín “Juliana”, en referencia a San Julián, aunque no existe actualmente ningún templo dedicado a este santo.
El origen de Illana es bastante antiguo. Por su término pasaba la vía romana, y luego camino real, de Cuenca a Huete y a Madrid. Las orillas más transitables del río Tajo fueron asiento de villas y explotaciones agrarias en la época del Imperio romano. Durante la época andalusí la sierra de Altomira y los márgenes del Tajo fueron parte de la cora de Santaver. En el siglo XII el territorio fue conquistado por el reino de Castilla, quedando Illana incluido en el alfoz de Zorita, perteneciente a la Orden de Calatrava. La orden militar surgida en la Mancha, se expandió notablemente hacia el norte. En la zona sur de la Alcarria tuvo un asentamiento muy poblado y rico. A Illana se la tenía por la villa más antigua del común de Zorita, pues tenía la prerrogativa de hablar primero que los demás pueblos. Al ser enajenados de las órdenes militares todas sus posesiones y pertenencias, Illana pasó a ser de señorío de realengo, aunque continuó en tierra de Zorita, reconociendo la inmediata autoridad de sus comendadores.
En 1605, Felipe III vendió la villa al marqués de Almonacid, y en el siglo XVIII fue comprada por Juan de Goyeneche, marqués de Belzunce, quien en la meseta alcarreña fundó Nuevo Baztán, donde construyó palacio, iglesia y colonia en torno a una floreciente industria de vidrio. Durante el señorío de Goyeneche, Illana conoció su máximo crecimiento, instalándose en ella industrias de tejidos y cordobanes, de curtidos y cordelería. Además de los vinos, que ya desde tiempos más antiguos gozaban de excelente fama en la Corte. En la calle principal, Juan de Goyeneche se hizo construir un palacio de estilo barroco, con engalanadas líneas y un gran blasón central, muy posiblemente diseñado por José Benito de Churriguera.
A mediados del siglo XIX, el lugar contaba con una población censada de 1467 habitantes. La localidad aparece descrita en el noveno volumen del Diccionario geográfico-estadístico-histórico de España y sus posesiones de Ultramar de Pascual Madoz de la siguiente manera:

ILLANA: v. con ayunt. en la prov. de Guadalajara (9 leg.), part. jud. de Pastrana (5), aud. terr. de Madrid (12), c. g. de Castilla la Nueva, dióc. de Toledo (17): sit. en un estrecho barranco, dominado por cerros de bastante elevacion y atravesada por 2 arroyuelos; goza sin embargo de clima sano, y las enfermedades mas comunes son fiebres gástricas. Tiene 400 casas; la consistorial con cárcel, escuela de instruccion primaria frecuentada por 69 alumnos de ambos sexos, á cargo de un maestro dotado con 1,200 rs., además de la retribucion mensual de 1, 2 y 3 rs. que pagan los discípulos, según sus respectivas clases; hay una casa-hospital en estado ruinoso, por lo que ha dejado de dedicarse al objeto de su institucion, y las rentas que consisten en 397 rs. se aplican á la manutencion de presos pobres del part.; una fuente con 2 caños cuyas abundantes aguas, por ser salobres, solo se aprovechan para abrevar los ganados; una igl. parr. de entrada (la Asuncion de Ntra. Sra.), servida por un cura y 2 capellanes, el cementerio aun cuando se halla unido á la igl. no se ha observado que perjudique á la salubridad pública. Confina el térm. N. Albalate; E. Saceda Trasierra; S. Barajas, y O. el monte Bugeda: dentro de esta circunferencia se encuentran 3 ermitas (Ntra. Señora del Socorro, Sta. Ana y San Juan), y los desp. de Aldovera, Sta. Maria de Cortes y Vallaga. El terreno en lo general es quebrado, flojo, poco feraz y de secano, á escepcion de unas 24 fan. que se riegan con las aguas de los indicados arroyos; se hallan en cultivo 4,200 fan. de las cuales 250 son de primera calidad 1,600 de segunda, y las restantes de tercera; hay 4 montes poblados de encina, 2 denominados de Abajo y de Arriba, propios de la v., y otros 2 que llaman Canaleja y Vallejo Oscuro, pertenecientes por mitad á Illana y Albalate: ademas de los mencionados arroyos atraviesa el térm. el r. Tajo, cuyas aguas no se aprovechan para el riego. caminos: los que dirigen á los pueblos limítrofes, todos de herradura y en mal estado por la escabrosidad del terreno. correo: se recibe y despacha en la adm. de Tarancon por un balijero. prod.: trigo puro, tranquillon, cebada, avena, garbanzos y otras legumbres, aceite, buen vino, algunas verduras, leñas de combustible y carboneo, y buenos pastos con los que se mantiene ganado lanar, cabrio, mular y asnal; hay caza de conejos, liebres y perdices, y en el Tajo pesca de barbos, anguilas y otros peces. ind.: la agrícola, 4 molinos aceiteros, una fáb. de curtidos, 4 telares de telas de lana y lienzos ordinarios de cáñamo y lino, hilado de sogas, algunos otros de los oficios y artes mecánicas mas indispensables, y el carboneo cuando se permiten cortas. comercio: esportacion del sobrante de frutos á los mercados de Almonacid y Pastrana, y de las sogas y carbon para diferentes puntos, é importacion de los art. de consumo que faltan. pobl.: 377 vec., 1,467 almas. cap. prod.: 4.180,834 rs. imp.: 501,700. contr.: 10,000. El presupuesto municipal 11,493 rs. y 13 mrs.; se cubre con los fondos de propios y arbitrios, consistentes en los prod. de 794 fan. de tierra labrantía, el monte titulado de Abajo, la mitad de un molino harinero y la almotaceneria; en caso de déficit se procede á un reparto vecinal.
(Madoz, 1847, p. 417)

## Demografía
Illana cuenta con una población de 919 habitantes (INE 2024).
| Gráfica de evolución demográfica de Illana entre 1842 y 2021                                                        |
| |
| Población de derecho según los censos de población del INE Población de hecho según los censos de población del INE |

## Economía
Productora de cebada, trigo y girasol. Tuvo fábrica de aceite y harina. Conserva ciertas cabezas de ganado ovino, bovino y porcino.

## Urbanismo

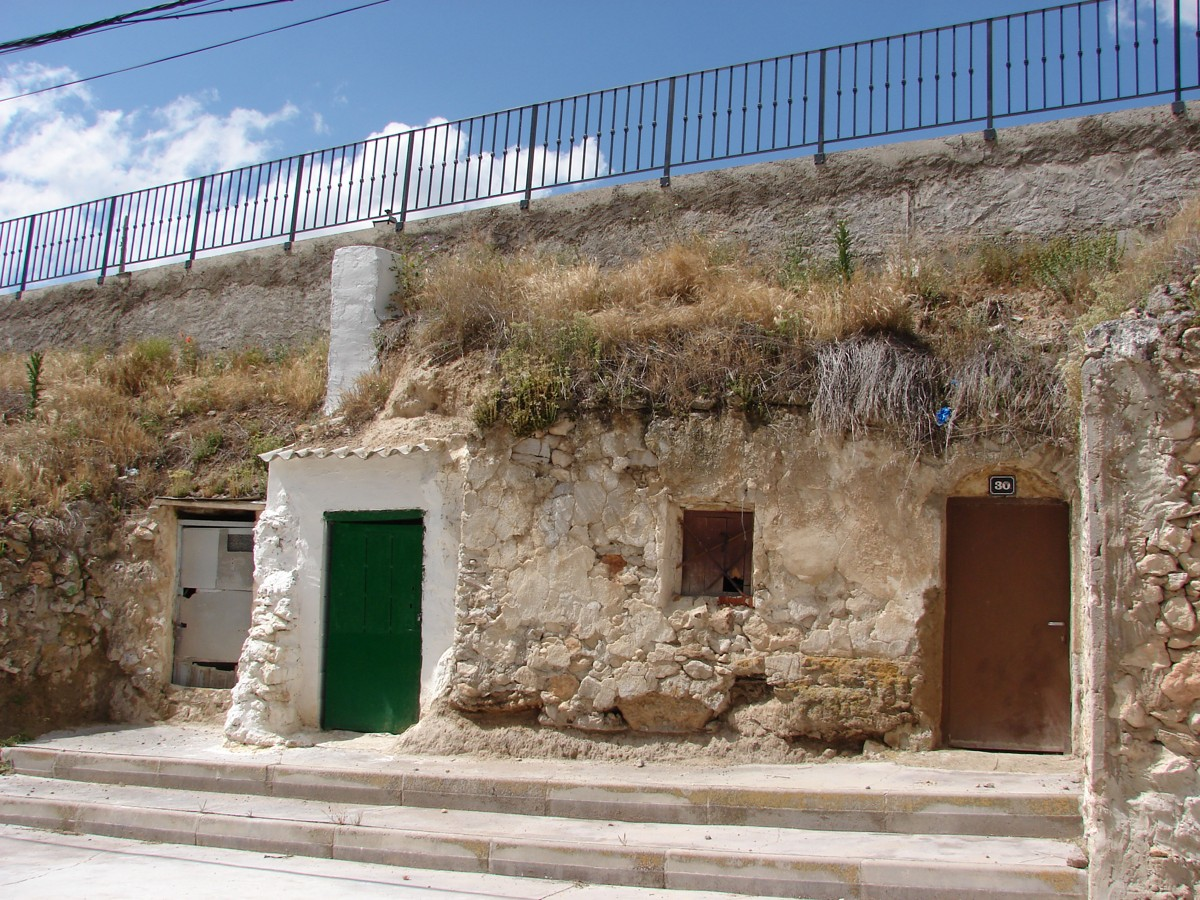
Barrio de las Cuevas.

La villa de Illana se divide en tres zonas: la villa, la solana y la umbría. La villa en el centro del pueblo, la solana en la vertiente dominada por el barrio de las cuevas y el cerro Chichagatos e iluminada por el sol de mediodía, y la umbría en la vertiente que apoya al norte, donde están el Zacatín, el Puntío, la fuente de los Tres Caños y el palacio de Goyeneche. En medio de las dos vertientes se encuentra el arroyo de la Fuentevieja.
Sus calles son estrechas y sin aceras, a excepción de la de Las Parras, que recorre al pueblo de este a oeste.

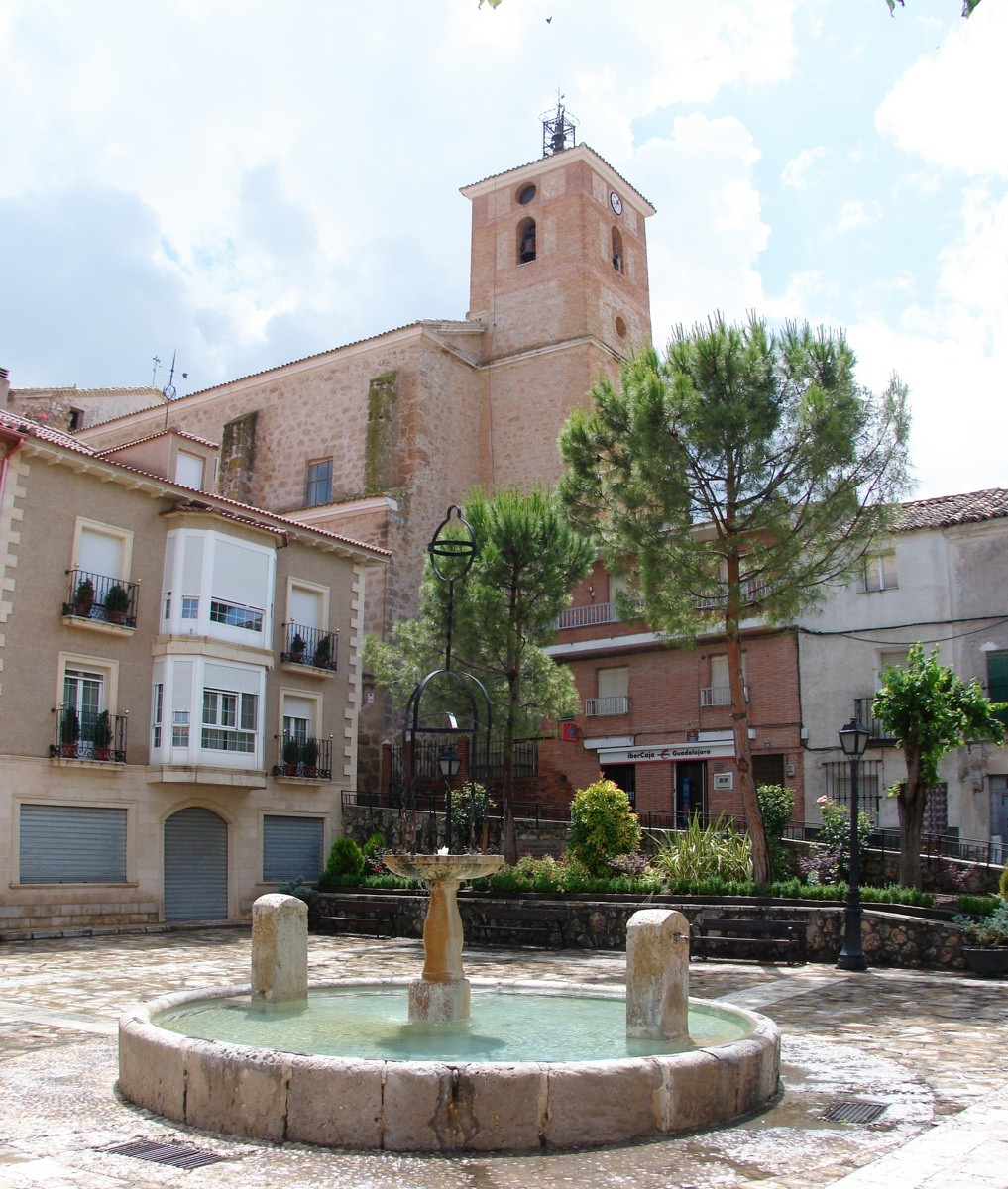
Pilón e iglesia de la Asunción.

Antiguamente, hasta la tercera parte de la población de Illana vivió en el barrio de las Cuevas por la condición escalonada del terreno en que se ubica el pueblo. Actualmente se conservan una docena de estas casas cuevas, de las más de cincuenta que llegó a haber. Estas cuevas también sirvieron de bodegas; en pleno Siglo de Oro, Illana tuvo fama de uno de los mejores vinos de Castilla, así se sirvió en el Palacio del Infantado en el recibimiento del rey Felipe III tras su boda. Hoy apenas quedan viñas.
En su término municipal, en un exclave al oeste del núcleo principal, hay cinco urbanizaciones: Algarga, El Cuartillejo, Río Llano, San Joaquín y El Soto.

## Monumentos

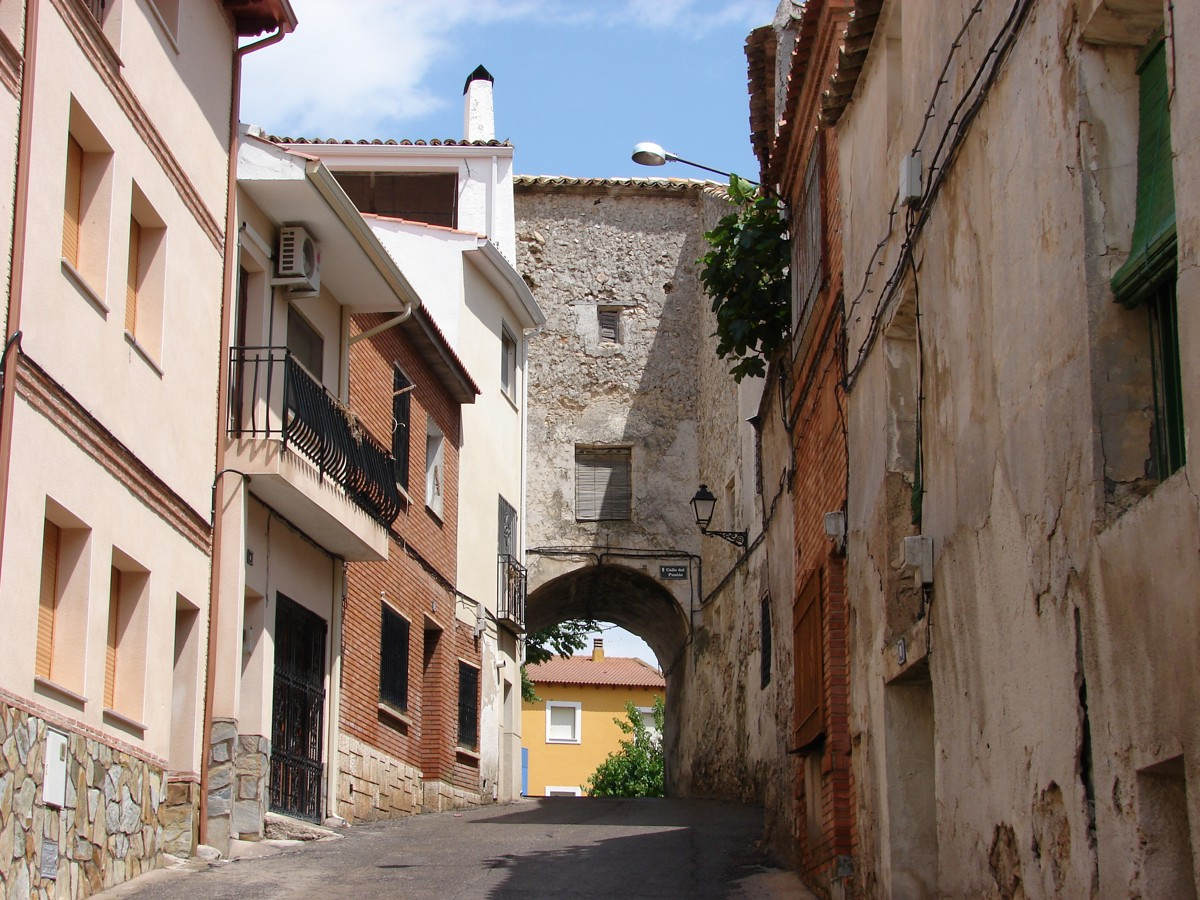
Arco del Puntio

La historia de Illana ligada fundamentalmente a los territorios de la Orden Militar de Calatrava y al impulso en el barroco de Juan de Goyeneche, la hacen acreedora de un interesante muestrario de edificios y obras de interés artístico en su conjunto urbano. Edificios de cal y canto, de tapial rellenando los huecos de los entramados de la madera y muchos singulares con esquinas y portaladas de sillería tallada son los que forman el conjunto urbano de Illana.
Destaca la iglesia parroquial de Nuestra Señora de la Asunción es del siglo siglo XVI en su cabecera, siendo rehecha y terminada en el siglo XVII y restaurada en 1999. Consta de una sola nave con tres tramos. En la cabecera, un crucero con bóveda de crucería alberga un retablo barroco sin dorar, obra del taller de los Churriguera.
Otros edificios notables de la localidad son el palacio de Goyeneche, hoy en ruinas, el castillo de Vállaga y varias ermitas, la principal la de Nuestra Señora del Socorro, patrona de la localidad. Otros monumentos que destacan son el arco del Puntio, junto al ayuntamiento, la plaza Mayor con su típico pilón de dos caños, calles como la de las Parras, de Chichagatos, de Fuentevieja, de los Pilarejos o de las Tenerías y barrios como el del Zacatín.

## Folclore

### Fiestas

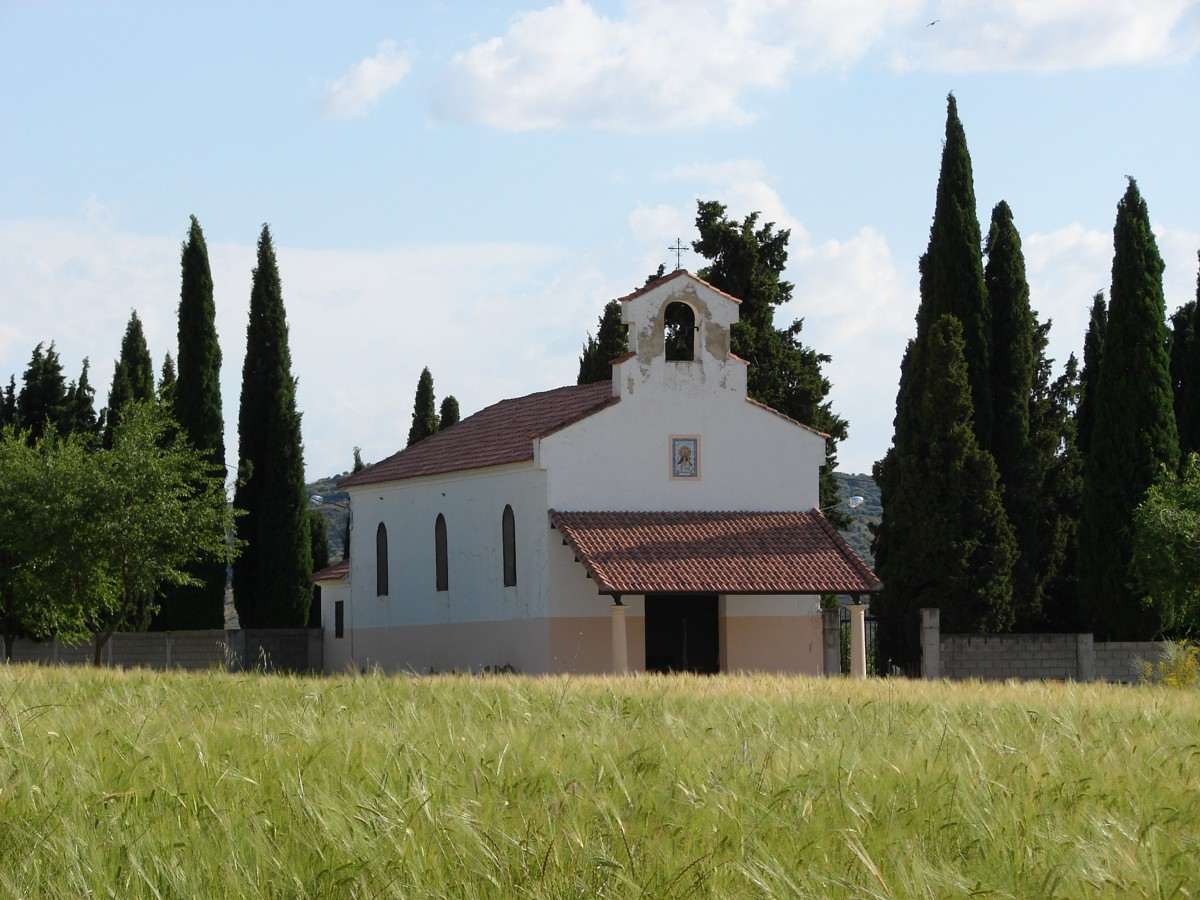
Ermita del Socorro.

La fiesta patronal se celebra en honor a la Virgen del Socorro el día 8 de septiembre. Otras festividades que se celebran a lo largo de todo el año son las de San Antón, Carnavales, Semana Santa, San Isidro, Corpus Christi y San Antonio.

### Cultura popular
Existen leyendas y cuentos populares trasladadas a Illana en relación con las figuras de "la Pantasma” y de la “Mora Encantada”. También se cantan las tiritainas de San Isidro, coplas alusivas a los problemas de la agricultura.
La leyenda de "la Pantasma" es propia de la Alcarria baja. Hace referencia a un ser de apariencia humanoide que se aparecía durante la noche a lo incautos que se atrevían a andar por la calle. Iba ataviado o tapado con una sábana, de ahí la derivación del término “fantasma”. Según la tradición, esta era una excusa para asustar a los niños y así convencerles de que se acostaran pronto. Sin embargo hay referencias documentales de sus apariciones en la época del marqués Juan de Goyeneche; al parecer podía ser una maniobra o subterfugio, amparándose en el mito popular, que algunos lugareños aprovechaban para arreglar sus cuentas. 

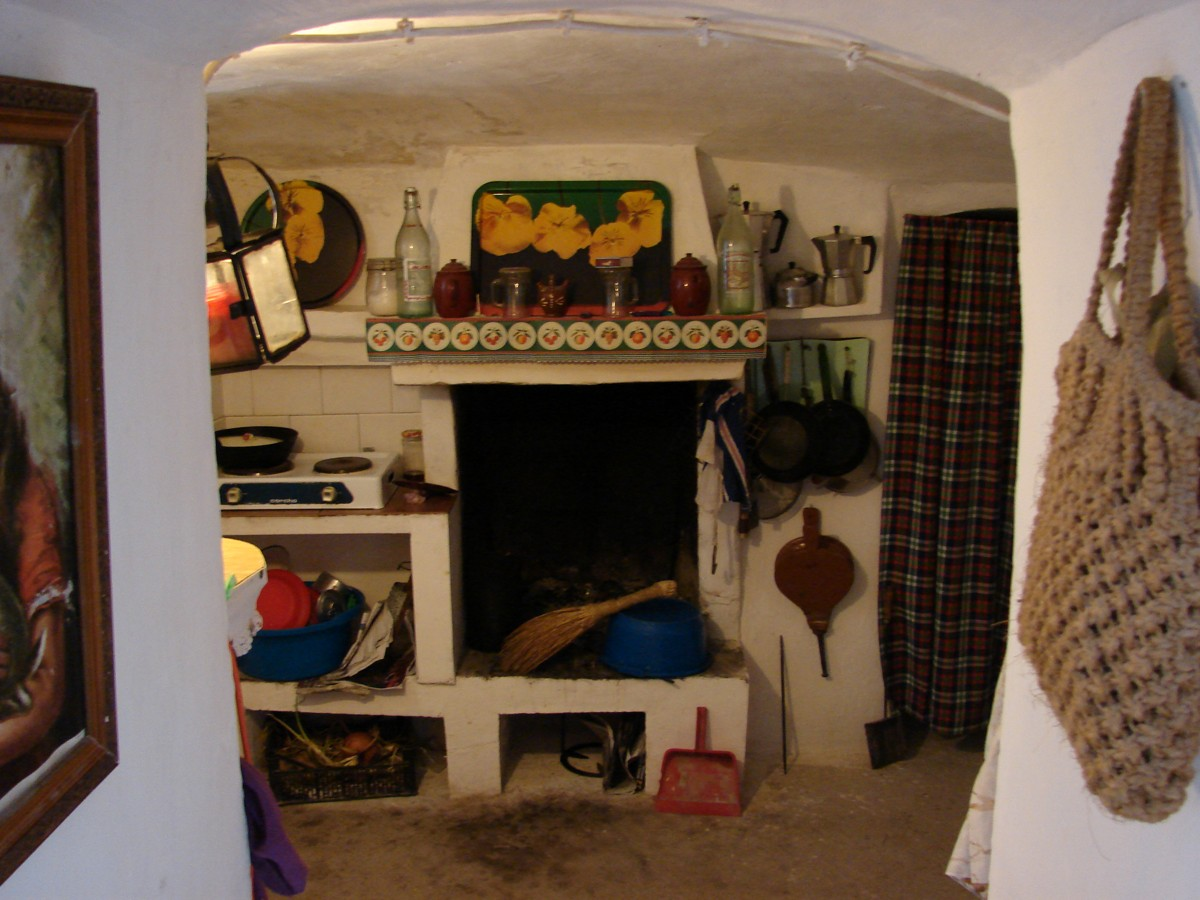
Interior de una casa cueva en Illana

El cuento popular de la "Mora Encantada" es propio de los territorios que fueron frontera entre los reinos castellanos y andalusíes. Fue transmitido de padres a hijos en forma oral, llegando hasta nuestros días en forma de cuento que las abuelas narran a sus nietos. La versión adaptada a Illana cuenta que en un paraje de altos roquedales, a la orilla izquierda del valle que va de Aldovera a Vállaga, donde se ven oquedades que se comunican entre sí, vivía una princesa mora que de día permanecía escondida y por las noches salía.

### Gastronomía
Entre sus platos típicos están las gachas de matanza, con harina de almortas o las migas del pastor, con pan duro muy picado acompañadas con sardina, bacalao, uvas, chocolate, tomate. También dulces como las rosquillas de aceite y los torcios, que se enrollan en cañas y llevan vino blanco.